# Поведінковий дизайн
Поведінко́вий диза́йн — підкатегорія дизайну, який розглядає те, як дизайн може формуватися або використовуватися для впливу на поведінку людини. Всі підходи дизайну для зміни поведінки визнають, що артефакти мають важливий вплив на поведінку людини та/або поведінкові рішення. Галузі, в яких поведінкові зміни найбільш поширені, включають в себе здоров'я і благополуччя, сталість, безпеку та соціальний контекст, а також попередження злочинності.

## Історія
Дизайн для зміни поведінки розвинувся з роботи про психологію дизайну (також: поведінковий дизайн), висунуту Доном Норманом у 1980-х роках.
Моделі, які слідували за первинним підходом Нормана, такі як емоційний дизайн і технології переконання, стали більш чіткими щодо впливу на поведінку. З 2005 року була розроблена велика кількість теорій. Вони включають різноманітність принципів та інструментів для зміни поведінки, які охоплюють різні області здоров'я, сталість, безпеку, попередження злочинності та соціальне проєктування. З появою поняття зміни поведінки розпочалося більш явне обговорення навмисного впливу дизайну, хоча огляд цієї галузі з 2012 року визначив, що відсутність загальної термінології, формалізованих дослідницьких протоколів та вибору цільової поведінки все ще залишає питання. Основні питання — це ситуації, в яких може бути застосований дизайн для зміни поведінки; чи повинен його вплив бути неявним або явним, добровільним або примусовим; етичні наслідки одного чи іншого впливу.

## Теорії
Щоб забезпечити процес поведінкових змін через дизайн, розроблено низку теорій, керівних принципів та інструментів для сприяння зміні поведінки, які заохочують екологічні та соціальні дії від дизайнерів та користувачів.
- Технологія переконання: як обчислювальні технології можуть бути використані для впливу або зміни характеристик цільової поведінки або соціальних реакцій.
- Дизайн для здорової поведінки: малюнок на транс-теоретичній моделі; ця модель пропонує нову структуру для розробки здорової поведінки, яка стверджує, що дизайнери повинні розглядати різні етапи прийняття рішень, які люди проходять до зміни їх поведінки.[7]
- Уважний дизайн: прагне домогтися відповідальних дій шляхом підвищення критичної обізнаності про різні варіанти, доступні в будь-якій ситуації.[8][9][10]
- Соціально відповідальний дизайн: ця структура або карта займають точку передбачуваного користувацького досвіду, який відрізняє чотири категорії впливів на продукцію: вирішальна, примусова, переконлива і спокуслива для заохочення бажаної і перешкоди небажаній поведінці.[11]
- Соціальний маркетинг спільноти з дизайном: ця модель прагне втрутитися в спільну соціальну практику, зменшуючи бар'єри та посилюючи будь-які переваги.
- Практично орієнтований продуктовий дизайн: стосується розуміння теорії соціальної практики — як матеріальні артефакти впливають на траєкторію повсякденних практик.[12][13]